# نيكو فرومير
نيكو فرومير (بالألمانية: Nico Frommer)‏ (8 أبريل 1978 بأولم في ألمانيا - ) هو لاعب كرة قدم ألماني في مركز الهجوم. شارك مع منتخب ألمانيا تحت 21 سنة لكرة القدم ومنتخب ألمانيا ب لكرة القدم ‏ وفريق 2006 ‏ ومنتخب ألمانيا الأولمبي لكرة القدم. أما مع النوادي، فقد لعب مع آر بي لايبزيغ وآينتراخت فرانكفورت وبوروسيا مونشنغلادباخ وروت فايس أوبرهاوزن ونادي شتوتغارت ونادي هايدنهايم وفي إف بي شتوتغارت الثاني وإس إس في أولم 1846 ونادي أونترهاخينغ ونادي أوسنابروك و ورويتلينغن 05 ‏.

## وصلات خارجية
- نيكو فرومير على موقع قاعدة بيانات كرة القدم.إي يو (الإنجليزية)
- نيكو فرومير على موقع بيانات كرة القدم. دي إي (الألمانية)
- نيكو فرومير على موقع عالم كرة القدم.نت (الإنجليزية)